# Winchester (Tennessee)
Winchester es una ciudad ubicada en el condado de Franklin en el estado estadounidense de Tennessee. En el Censo de 2010 tenía una población de 8.530 habitantes y una densidad poblacional de 281,32 personas por km².

## Geografía
Winchester se encuentra ubicada en las coordenadas 35°11′26″N 86°6′28″O / 35.19056, -86.10778. Según la Oficina del Censo de los Estados Unidos, Winchester tiene una superficie total de 30.32 km², de la cual 27.75 km² corresponden a tierra firme y (8.47%) 2.57 km² es agua.

## Demografía
Según el censo de 2010, había 8.530 personas residiendo en Winchester. La densidad de población era de 281,32 hab./km². De los 8.530 habitantes, Winchester estaba compuesto por el 83.31% blancos, el 11.2% eran afroamericanos, el 0.36% eran amerindios, el 1.3% eran asiáticos, el 0.04% eran isleños del Pacífico, el 1.77% eran de otras razas y el 2.03% pertenecían a dos o más razas. Del total de la población el 3.51% eran hispanos o latinos de cualquier raza.